# Брієде Олександра Янівна
Олександра Янівна Брієде (12 (25) липня 1901, Лієпая, Латвія — 14 листопада 1992) — латвійська радянська скульпторка, народний художник СРСР (з 1972 року), членкиня-кореспондентка Академії Мистецтв СРСР (з 1958 року).

## Творчість
У 1923-1931 роках вчилася у Академії Мистецтв у Ригі. 
Її твори: «Юний скульптор» (1947), «Мир» (1960), «Анцітеколгоспниця» (1965), «Моя земля» (1967), «Дощик» (1968), «Ленін-мрійник» (1969), «Мати-Батьківщина» (1972), «Легенда» (1975), «Синій птах» (1977). Учасниця Союзу Скульпторів СРСР. Нагороджена Орденом Леніна та орденом «Знак Пошани».

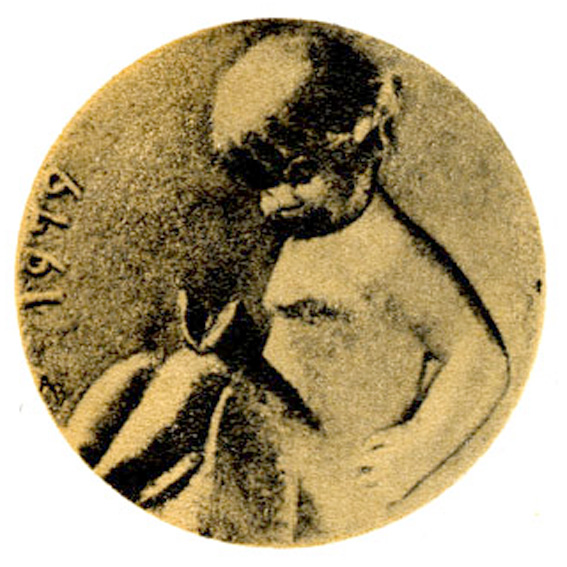